# Ministre de la Sécurité et de l'Immigration
Le ministre de la Sécurité et de l'Immigration est un ancien poste ministériel de second rang au Home Office du Royaume-Uni. La fonction a été créée le 8 février 2014 en combinant les rôles de ministre de la Sécurité et ministre d'État à l'Immigration, à la suite de la démission du ministre de l' Immigration Mark Harper. James Brokenshire, le ministre de la Sécurité, doit dès lors assumer un rôle élargi. Le ministre a un siège permanent au National Security Council (NSC).
En 2015, le poste a été aboli et deux nouveaux rôles ont été créés : Ministre de la Sécurité et Ministre d'État à l'Immigration.
Le ministre est responsable de la supervision de l'HM Passport Office, de l'agence UK Visas and Immigration et de la Border Force.

## Ministres
| Nom (Portfolio) | Nom (Portfolio)   | Portrait | Mandat         | Mandat          | Parti politique | P.M.    | Home Sec. |
| --------------- | ----------------- | -------- | -------------- | --------------- | --------------- | ------- | --------- |
|                 | James Brokenshire |          | 8 février 2014 | 13 juillet 2016 | Conservateur    | Cameron | May       |